# 高陽大樓
高陽大樓是上海市的一座歷史建築，位於东大名路817號，修建於1915年。高陽大樓在修建之初是南洋兄弟煙草公司的總部，佔地面積960平方米，總樓面面積3,874平方米，高5層。建築外牆是灰白色，最頂層設有對稱的兩座塔樓。該建築被列入上海市第二批優秀歷史建築名單。